# Richard Seymour-Conway
Richard Seymour-Conway (ur. 22 lutego 1800 w Paryżu, zm. 25 sierpnia 1870 w Paryżu) – brytyjski arystokrata, kolekcjoner sztuki, syn Francisa Seymour-Conwaya, 3. markiza Hertford i Marii Emilii Fagniani.

## Życiorys
Urodził się w Paryżu i tam się wychowywał. Jego rodzice rozstali się (aczkolwiek nigdy się nie rozwiedli) w 1803 r. Młody Richard przebywał z matką. Do Anglii przybył dopiero w 1816 r. W latach 1822–1826 zasiadał w Izbie Gmin z okręgu Antrim. Od 1842 r. odziedziczył tytuł markiza Hertford wraz z prawem do zasiadania w Izbie Lordów. W 1846 r. został kawalerem Orderu Podwiązki. W wyższej Izbie brytyjskiego parlamentu nigdy nie zasiadł, gdyż w 1829 r. opuścił Anglię i wrócił do Francji.
Początkowo mieszkał przy Rue Laffitte nr 2. W 1835 r. zakupił zamek Bagatelle w Blois de Boulogne. Dowcipny i inteligentny, a także jeden z najbogatszych ludzi w Europie, szybko stał się stałym bywalcem paryskich salonów. Zaprzyjaźnił się również z księciem Ludwikiem Napoleonem Bonaparte, późniejszym cesarzem Francuzów. Wkrótce jednak ujawniła się neurotyczna strona jego osobowości i markiz wycofał się z życia towarzyskiego.
Ostatnie 30 lat swojego życia, markiz poświęcił kolekcjonowaniu dzieł sztuki. Kupował głównie obrazy niderlandzkie (np. Tytusa Rembrandta i Śmiejącego się kawalera Halsa) oraz Starych Mistrzów (m.in. Poussina, Van Dycka, Velazqueza i Rubensa). Kupował również francuskie obrazy z XVIII w., m.in. obrazy Watteau, Greuze’a, Bouchera i Fragonarda, porcelanę z fabryki podparyskiej w Sèvres, meble Gaudreausa i Riesnera oraz miniatury, rzeźby i kolekcję orientalnej broni. Większość z nich wchodzi obecnie w skład Wallace Collection w Londynie.
Zmarł w 1870 r., kiedy wojska pruskie zbliżały się do Paryża. Nigdy się nie ożenił i nie pozostawił legalnego potomstwa. Jego spadkobiercą został nieślubny syn ze związku z Agnes Jackson, Richard Wallace, słynny kolekcjoner sztuki i założyciel Wallace Collection.